# ワズィーラーバード
ワズィーラーバード（ウルドゥー語：وزِيرآباد、英語：Ｗazirabad）は、パキスタンのパンジャーブ州、グジュラーンワーラー県の都市。

## 歴史
1542年、この地を支配していたワズィールによって建設された。
1810年、パンジャーブのシク王国によって征服された。

## 地理
- ラホールから北に100キロ、チェナーブ川沿いにある